# Simone Gatto (compositore)
Simone Gatto (Venezia, 1545 – Graz, 1595) è stato un compositore e direttore d'orchestra italiano.

## Biografia
Simone Gatto nacque a Venezia nel 1545.
Studiò nella stessa città e lavorò come trombonista presso la corte di Alberto V a Monaco, dal 1568, prima di proseguire la sua carriera professionale a Graz, fino al 1572. Nella stessa corte non collaborò solo come musicista e compositore, ma collaborò anche alla stesura della commedia "La cortigiana innamorata" di Massimo Trojano.
Iniziò come suonatore di fiati nella banda di corte e nel 1581 fu promosso direttore musicale di corte. Molti musicisti italiani, soprattutto suonatori di fiati, si trasferirono al nord in questo periodo e lo stesso Gatto fece diversi viaggi nella sua terra natale, il veneto, per reclutare strumentisti.
Ha realizzato solo opere a sfondo sacro e religioso. Sono state conservate numerose messe e mottetti, alcune stampate e altre manoscritte. In termini di composizione, ha seguito lo stile della sua città natale. 